# Ponišavlje

Le Ponišavlje (en serbe cyrillique : Висок) est une région située au sud-est de la Serbie. Elle doit son nom à la rivière Nišava qui la traverse.
Les localités les plus importantes de la région de Ponišavlje sont Niš et Pirot.